# Caye East Snake
La Caye East Snake est une petite caye située au nord-ouest de Punta Gorda  dans le district de Toledo au Belize, dans le golfe du Honduras.

## Toponymie
Le nom provient de l'existence de la présence de boas qui vivaient autrefois sur l'une des îles. 

## Géographie
Les cayes Snake se composent de quatre petites îles (West Snake Caye, Middle Snake Caye, East Snake Caye et South Snake Caye). Elles sont couvertes de mangroves marécageuses et portent quelques cocotiers sur les points les plus hauts.